# Армстронг-Джонс, Чарльз
Чарльз Патрик Иниго Армстронг-Джонс, виконт Линли (англ. Charles Patrick Inigo Armstrong-Jones, Viscount Linley; родился 1 июля 1999 года, Лондон, Великобритания) — сын и наследник Дэвида Армстронг-Джонса, 2-го графа Сноудона, член британской королевской семьи. Будучи внуком принцессы Маргарет, он приходится двоюродным племянником королю Карлу III. Занимает 27-е место в порядке наследования британского престола.

## Биография

Герб Чарльза как виконта Линли

Чарльз Патрик Иниго родился в Лондоне 1 июля 1999 года. Своё первое имя он получил в честь двоюродного дяди, принца Чарльза; второе имя — в честь Святого Патрика, небесного покровителя Ирландии, откуда происходит мать юного Армстронг-Джонса Серена, урождённая Стэнхоуп; третье имя — в честь Иниго Джонса, английского архитектора и дизайнера XVII века.
В 2002 году родилась сестра Чарльза, Маргарита. Как рассказал позже в интервью отец детей, именно Чарльз выбрал для сестры одно из второстепенных имён — Роуз. В 2012 году юный Армстронг-Джонс стал почётным пажом королевы Елизаветы, и в октябре того же года начал учёбу в Итонском колледже. С января 2017 года, после смерти деда, он носит титул учтивости виконт Линли как наследник графского титула.